# Belaichhari
Belaichari è un sottodistretto (upazila) del Bangladesh situato nel distretto di Rangamati, divisione di Chittagong. Si estende su una superficie di 745,92 km² e conta una popolazione di 17.973 abitanti (dato censimento 1991).